# Aclou
Aclou és una població i municipi de França, en la regió de Normandia, departament de l'Eure. El 2021 tenia 336 habitants.